# Mesoplia friesei
Mesoplia friesei är en biart som först beskrevs av Adolpho Ducke 1902.  Mesoplia friesei ingår i släktet Mesoplia och familjen långtungebin. Inga underarter finns listade i Catalogue of Life.